# Мария Стюарт (филм, 1959)
„Мария Стюарт“ (на френски: Marie Stuart) е френски телевизионен филм от 1959 година на режисьора Стелио Лоренци, адаптация на едноименната пиеса на Фридрих Шилер.

## В ролите
- Мария Мобан като Мария Стюарт
- Роже Коджио като Мортимър
- Жан-Роже Козимон като Бърли
- Пиер Асо като Полет
- Анриет Берео като Кенеди
- Жан Берже като Дьо Л'Обеспен
- Робер Ечевери като О'Кели
- Елеонор Хирт като Елизабета Английска
- Люсиен Нат като Шрусбъри
- Жорж Декриер като Лестър
- Жан Лароке като пажа
- Юбер Ноел като Кент
- Етиен Биери като Дейвидсън
- Марио Пилар като офицера
- Жан Даске като Мелвил